# Damernas 500 meter i hastighetsåkning på skridskor vid olympiska vinterspelen 1988
Damernas 500 meter i skridskor vid de olympiska vinterspelen 1988 avgjordes den 22 februari 1988 på Olympic Oval. Loppet vanns av Bonnie Blair från USA.
30 skridskoåkare från 15 nationer deltog i tävlingen.

## Rekord
Dessa rekord gällde inför tävlingen:
| Världsrekord     | Christa Rothenburger (GDR) | 39,38 | Calgary, Alberta, Kanada | 5 december 1987  |
| Olympiskt rekord | Christa Rothenburger (GDR) | 41,02 | Sarajevo, Jugoslavien    | 10 februari 1984 |

Följande nya världsrekord och olympiska rekord blev satta under tävlingen.
| Datum       | Idrottare            | Nation      | Tid   | OR | VR |
| ----------- | -------------------- | ----------- | ----- | -- | -- |
| 22 februari | Andrea Ehrig         | Östtyskland | 40,71 | OR |    |
| 22 februari | Christa Rothenburger | Östtyskland | 39,12 | OR | VR |
| 22 februari | Bonnie Blair         | USA         | 39,10 | OR | VR |

## Medaljörer
| Gren      | Guld             | Guld       | Silver                           | Silver | Brons                   | Brons |
| 500 meter | Bonnie Blair USA | 39,10 (OR) | Christa Rothenburger Östtyskland | 39,12  | Karin Kania Östtyskland | 39,24 |

## Resultat
| Placering | Idrottare               | Nation        | Tid   | Skillnad | Noteringar |
| --------- | ----------------------- | ------------- | ----- | -------- | ---------- |
| 1         | Bonnie Blair            | USA           | 39,10 | –        | (VR)       |
| 2         | Christa Rothenburger    | Östtyskland   | 39,12 | +0,02    |            |
| 3         | Karin Kania             | Östtyskland   | 39,24 | +0,14    |            |
| 4         | Angela Stahnke          | Östtyskland   | 39,68 | +0,58    |            |
| 5         | Seiko Hashimoto         | Japan         | 39,74 | +0,64    |            |
| 6         | Shelley Rhead           | Kanada        | 40,36 | +1,26    |            |
| 7         | Monika Gawenus          | Västtyskland  | 40,53 | +1,43    |            |
| 8         | Shoko Fusano            | Japan         | 40,61 | +1,51    |            |
| 9         | Natalja Sjive           | Sovjetunionen | 40,66 | +1,56    |            |
| 10        | Andrea Ehrig            | Östtyskland   | 40,71 | +1,61    |            |
| 11        | Natalie Grenier         | Kanada        | 40,73 | +1,64    |            |
| 12        | Katie Class             | USA           | 40,91 | +1,81    |            |
| 13        | Yu Seon-hui             | Sydkorea      | 40,92 | +1,82    |            |
| 14        | Edel Therese Høiseth    | Norge         | 40,95 | +1,85    |            |
| 15        | Ingrid Haringa          | Nederländerna | 41,12 | +2,02    |            |
| 16        | Jelena Iljina           | Sovjetunionen | 41,15 | +2,05    |            |
| 17        | Christine Aaftink       | Nederländerna | 41,22 | +2,12    |            |
| 18        | Zofia Tokarczyk         | Polen         | 41,37 | +2,27    |            |
| 19        | Emese Hunyady           | Österrike     | 41,38 | +2,28    |            |
| 19        | Erwina Ryś-Ferens       | Polen         | 41,38 | +2,28    |            |
| 21        | Noriko Toda             | Japan         | 41,44 | +2,34    |            |
| 22        | Song Hwa-son            | Nordkorea     | 41,46 | +2,36    |            |
| 23        | Leslie Bader            | USA           | 41,57 | +2,47    |            |
| 23        | Ariane Loignon          | Kanada        | 41,57 | +2,47    |            |
| 25        | Kristen Talbot          | USA           | 41,71 | +2,61    |            |
| 26        | Han Chun-ok             | Nordkorea     | 42,25 | +3,15    |            |
| 27        | Marie-France van Helden | Frankrike     | 42,49 | +3,39    |            |
| 28        | Jasmin Krohn            | Sverige       | 42,81 | +3,71    |            |
| 29        | Stéphanie Dumont        | Frankrike     | 43,30 | +4,20    |            |
| 30        | Bibija Kerla            | Jugoslavien   | 44,47 | +5,37    |            |